# Mikicin-Kolonia
Mikicin-Kolonia (do 31.12.2012 Mikicin) – kolonia w Polsce położona w województwie podlaskim, w powiecie monieckim, w gminie Jaświły.
W latach 1975–1998 miejscowość należała administracyjnie do województwa białostockiego.